# SN 2004ca
SN 2004ca – supernowa typu Ia odkryta 2 czerwca 2004 roku w galaktyce UGC 11799. W momencie odkrycia miała maksymalną jasność 18,20m.